# Línea 3 (Metro de Málaga)
La línea 3 del Metro de Málaga fue un proyecto de línea de metro ligero que atravesaría todo el distrito Este desde el Centro hasta El Palo con una futura ampliación al Rincón de la Victoria. Partiría de la estación de Atarazanas, situada en la Alameda Principal, teniendo correspondencia con la línea 2 y llegaría a la Plaza de la Marina y al Puerto de Málaga, posteriormente continuaría su recorrido por el Paseo de Reding hasta la Plaza de Toros de La Malagueta, donde se encontraría la estación de mismo nombre. Continuaría en paralelo por el paseo marítimo, en estaciones como Sancha, Baños del Carmen, Juan Valera hasta llegar al famoso barrio de Pedregalejo. De ahí la línea abandonaría la costa para adentrarse algo más en el interior, con las estaciones de Mercado y El Palo. A partir de ahí la línea continuaría hacía el Rincón de la Victoria con las estaciones de El Dedo y Cementera

## Estado
La línea 3 fue cancelada de los planes del gobierno. Se planteó su sustitución por una ampliación de la red de trenes de Cercanías. Esta línea partiría de la La Malagueta dando servicio al distrito Este de la ciudad. El proyecto inicial contemplaba el soterramiento de la línea en su totalidad, aunque también se planteó la posibilidad de hacerla en superficie.
El Ministerio de Fomento planteó en 2004 la posibilidad de llevar Cercanías hasta la Malagueta y de ahí un trazado subterráneo compatible con Metro y Cercanías hasta El Palo. Este proyecto fue descartado años más tarde. En la actualidad no existe proyecto alguno de ampliación, ni de la línea de Cercanías ni de Metro de Málaga hacia la zona este de la ciudad. Esta ampliación del metro también se ha planteado junto con el Tren Litoral.
Tras la inauguración del tramo al Centro en 2023 y el importante crecimiento en viajeros que eso supuso, cada vez más voces pidieron la ampliación de la infraestructura, incluyendo la inicialmente prevista línea 3 a la zona Este, no existiendo hasta el momento ningún proyecto por parte de la Junta de Andalucía. Ésta ampliación, de producirse, podría realizarse como una línea independiente (línea 3) o como una ampliación de la línea 1.